# Żórawina
Żórawina (łac. Rubra Sirbena, niem. Rothsürben) – wieś (dawniej miasto) w Polsce, położona w województwie dolnośląskim, w powiecie wrocławskim, w gminie Żórawina.
Żórawina uzyskała lokację miejską w 1272 roku, zdegradowana przed 1400 rokiem, ponowne nadanie praw miejskich w 1608 roku nie zostało zrealizowane.

## Położenie

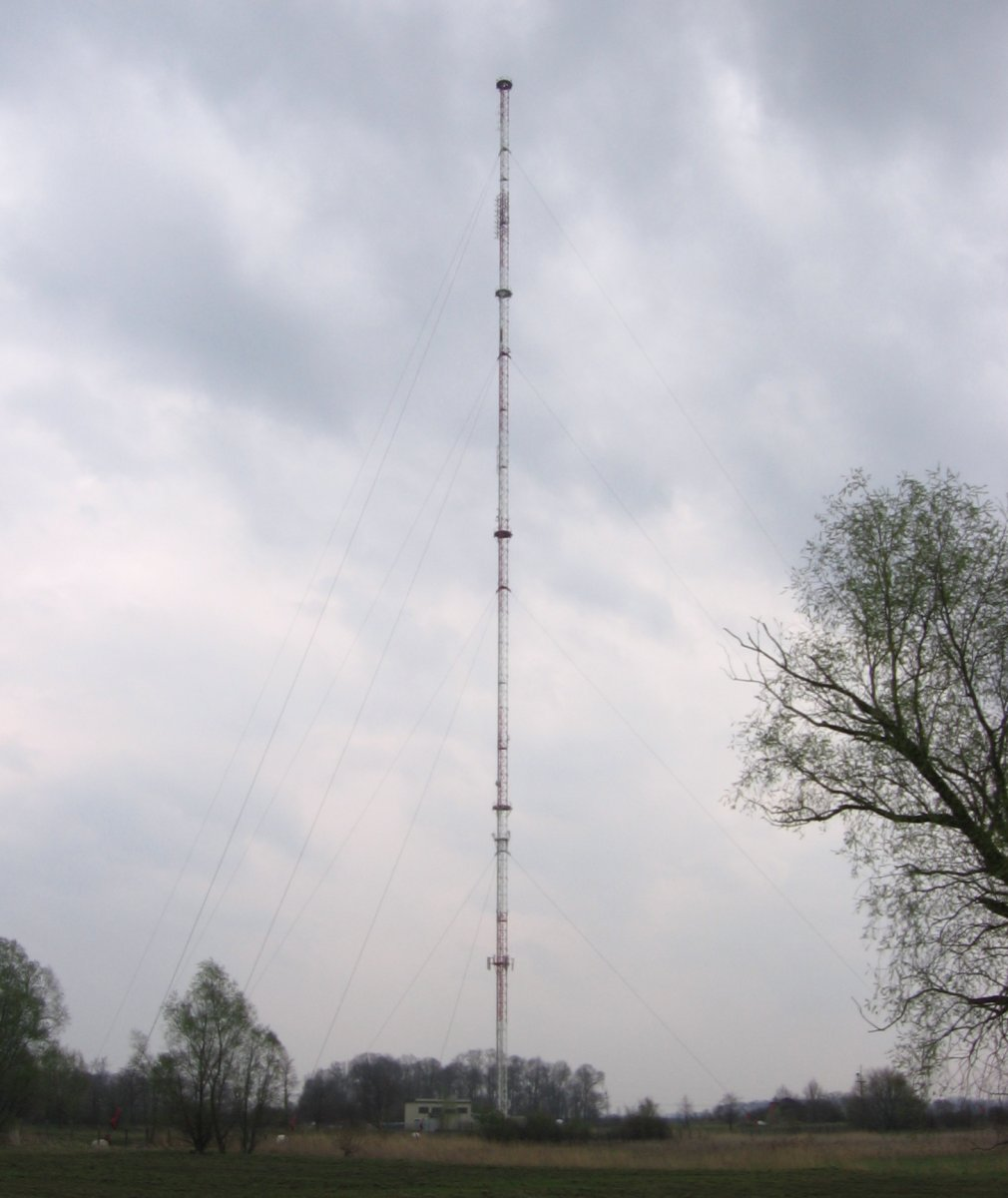
Nowy stalowy maszt radiowy

Miejscowość jest siedzibą gminy Żórawina, położoną na Równinie Wrocławskiej nad Żórawką i opływającą wieś od północy Żaliną. Leży 15 km na południe od Wrocławia, przy linii kolejowej z Wrocławia do Kłodzka. Około 2 km na wschód przebiega autostrada A4. Najbliższym węzłem autostradowym jest połączony z drogą wojewódzką nr 395 „węzeł Krajków”. Komunikację autobusową w gminie obsługują linie podmiejskie 70,71, 503, 513 i 523.

## Nazwa
Nazwa pochodzi od polskiej nazwy ptaka żurawia. Do grupy śląskich miejscowości, których nazwy wywodziły się od tego słowa – „von zóraw = Kranich” zaliczył ją niemiecki geograf oraz językoznawca Heinrich Adamy. W swoim dziele o nazwach miejscowych na Śląsku wydanym w 1888 roku we Wrocławiu wymienia najwcześniejszą nazwę miejscowości w zlatynizowanej polskiej formie „Sorawin” podając jej znaczenie jako „Kranichfeld” – „Pole żurawi”. Niemcy fonetycznie zgermanizowali nazwę miejscowości na „Rothsürben” w wyniku czego utraciła ona swoje pierwotne znaczenie.

## Integralne części wsi
| SIMC    | Nazwa  | Rodzaj    |
| ------- | ------ | --------- |
| 0884855 | Sadków | część wsi |

## Historia
Jest to stara wieś, wspominana w bulli papieskiej już w XII wieku (1155). W 1274 roku książę wrocławski Henryk IV Probus podarował Żórawinę jako uposażenie Witelonowi wraz z tytułem kanonika kapituły katedralnej wrocławskiej. Żórawina otrzymała w 1608 prawa miejskie, które jednakże nigdy nie zostały wprowadzone w życie (mimo że miejscowość posiadała charakter miasteczka). W późniejszych latach była przez kilka pokoleń własnością rodziny von Röder, tu urodził się i zmarł generał Friedrich Erhardt von Röder (1768−1834), bliski współpracownik, ale i adwersarz Antoniego Radziwiłła, namiestnika Wielkiego Księstwa Poznańskiego, w latach 1820–1830 dowódca V Korpusu armii pruskiej w Poznaniu, tu także zmarł w 1781 jego ojciec, fryderycjański generał Friedrich Wilhelm von Röder. Po wygaśnięciu Röderów część majątku Żórawina (581 ha) przeszła na własność Hohenzollernów i była w ich posiadaniu do 1945, a inna część zwana Gut Rohrquell (478 ha, dziś Krajków) należała do rodzin vom Rath, Schöller i Skene. W latach 1937–1945 miejscowość nosiła nazwę Rothbach. Pierwotnie po wojnie miejscowość nosiła nazwę „Żurawina” zmieniona następnie na „Żórawina”. Żórawina zachowała polski charakter aż do XIX w., a w miejscowym kościele polskie nabożeństwa odprawiano do 1814 r.
W 1946 miejscowość została włączona do nowo powstałego województwa wrocławskiego na terenie powojennej Polski; również po reformie administracyjnej w 1975 administracyjnie należała do województwa wrocławskiego, a po kolejnej reformie w 1998 należy do dolnośląskiego.

## Zabytki
Do wojewódzkiego rejestru zabytków wpisane są:
- zespół kościoła parafialnego:
  - kościół Świętej Trójcy (według innych źródeł[jakich?] pw. Bożego Ciała), z XIV w., w l. 1597-1602; gotycki obronny z połowy XIV w., gruntownie przebudowany w 1600−1608 w stylu manierystycznym. Jest to jeden z cenniejszych zabytków tego typu na ziemiach polskich. Zachowane są w nim m.in. fragmenty polichromii renesansowych z czasów przebudowy w 1608 r. Wraz z cmentarzem otoczony jest wałem obronnym i fosą, w której płynie Żurawka. Kościół posiadał cenne wyposażenie, obecnie znajdujące się w muzeach w Warszawie i Wrocławiu. Muzeum wrocławskie część zabytków przekazało do depozytu do muzeum w Brzegu. Kościół miał być oddziałem Muzeum Narodowego we Wrocławiu, ale pozbawiony konserwacji niszczał. Było tak do czasu przejęcia obiektu przez gminę, która, wraz z parafią pw. św. Józefa, rozpoczęła remont trwający do chwili obecnej. Kościół posiada typowe cechy budowli obronnej tj. grube mury, małe okna. Przy południowej ścianie zachowały się jedyne na Dolnym Śląsku „kuny” do przykuwania grzeszników odbywających karę pokuty. Z cech typowych dla budowli obronnych zachowały się trzy (z czterech) półbastiony, prawdopodobnie projektu Walentego von Säbischa[10]. Warto zauważyć, że do remontu kościoła użyto materiału z innego zabytku Żórawiny (do dziś pozwolenie konserwatora zabytków budzi kontrowersje). Otóż rozebrano wybudowany w 1932 r. drewniany średniofalowy maszt radiowy, którzy przez wiele lat był jedną z najwyższych (prawie 150 m) konstrukcji drewnianych na świecie. Zainstalowany na nim nadajnik radiowy miał pierwotnie moc 60 kW, którą w późniejszym czasie podniesiono do 100 kW. Obok masztu drewnianego w 1976 r. postawiono nowy stalowy, o wysokości 258 metrów, natomiast drewniany zdemontowano około 1990 r.[a]
  - pozostałości cmentarza, z XIV w.
  - pozostałości pałacu – dworu obronnego, z XIV w., 1607 r.
  - pozostałości fortyfikacji ziemnych, z XVI/XVII w.
- park krajobrazowy, w otoczeniu pałacu-dworu, z XVIII w., XIX w., zniszczony, o pow. 4,5 ha, wśród zadrzewienia dąb czerwony, platan i lipa, które posiadają wymiary pomnikowe.
- willa, ul. Kolejowa 6, z l. 1912-1914

inne obiekty:
- kościół parafialny św. Józefa Oblubieńca Najświętszej Maryi Panny dawniej ewangelicki, wybudowany w 1913 r.
- spichlerz z 1832 r. znajdujący się w zabudowaniach folwarcznych,
- aleja dębów łącząca pałac z wsią,
- pręgierz z 1517 r. o wys. 2,2 m, posiada pozostałości haków. Obecnie jest cokołem rzeźby Jezusa Chrystusa[11],
- granitowy krzyż graniczny, ustawiony obok kościoła pw. św. Trójcy, błędnie określany jako krzyż pokutny (pojednania)[12],
- pomnik Witelona z 1945 r., znajdujący się przy fosie koło kościoła pw. Św. Trójcy, będący pierwotnie pomnikiem ku czci żołnierzy – mieszkańców Żórawiny i okolicznych wsi poległych podczas I wojny światowej,
- na terenie cmentarza parafialnego znajdują się: 1. kwatera żołnierzy z okresu I wojny światowej, w centralnej części zawierająca kilka grobów poległych oraz, w bocznej części, zawierająca kamienne bloki na których wyryto imiona i nazwiska, daty urodzeń i daty oraz miejsca śmierci mieszkańców Żórawiny i okolic poległych podczas I wojny światowej; 2. mogiła zbiorowa z okresu II wojny światowej, w której są pochowani jeńcy Gross-Rosen (filia w Miłoszycach koło Jelcza-Laskowice) zmarli w 1945 r., podczas tzw. „marszu śmierci” oraz jeńcy wojenni zmarli w 1945 r. zatrudnieni w okolicznym folwarku,
- ulica Marii Reginy Janeckiej (ur. 29.08.1897 – zm. 5.03.1985 r.), przy której mieszkała po II wojnie światowej lokalna działaczka społeczna, wieloletnia dyrektor miejscowej szkoły podstawowej oraz kurator sądowa. Opracowana przez nią kronika szkolna stanowi ważny dokument dotyczący kształtowania się społeczności lokalnej po II wojnie światowej[13],
- pomnik poległych jeńców pochodzących z 27 narodów, którzy zostali pomordowani podczas II wojny światowej[14].

## Sport
W miejscowości działa klub piłkarski założony w 1947 roku jako Czarni Żórawina. Zespół kolejno nazywał się Zeotechnik, Wedan, GKS (Gminny Klub Sportowy), a obecna nazwa od 2006 roku to KS Żórawina. Zespół w sezonie 2019/2020 gra we wrocławskiej lidze okręgowej.

## Wspólnoty wyznaniowe
- Parafia św. Józefa Oblubieńca Najświętszej Maryi Panny w Żórawinie